# Переходная старая кора
Переходная старая кора, или перипалеокортекс, — это один из двух подвидов переходной коры (периаллокортекса). Другим известным подвидом переходной коры является переходная древняя кора (периархикортекс).
Переходной старой корой называют области коры больших полушарий головного мозга млекопитающих животных, расположенные на стыке старой и новой коры. К переходной старой коре относится прежде всего передняя инсулярная кора.
Гистологически и эмбриологически переходная старая кора относится к аллокортексу, а точнее, к старой коре, в которой выделяют «собственно старую кору» («настоящую или истинную старую кору», палеокортекс) и переходные области, то есть переходную старую кору (перипалеокортекс).
Следует заметить, что переходная старая кора нигде не переходит непосредственно в типичную новую кору. Вместо этого, на стыке между переходной старой корой и типичной новой корой, имеется ещё одна переходная область, уже со стороны новой коры — так называемая переходная новая кора, или произокортекс. Таким образом, на стыке старой и новой коры имеются две переходные области. Одну из них, гистологически более сходную со старой корой, называют переходной старой корой, или перипалеокортексом. Другую, гистологически более сходную с новой корой, называют переходной новой корой, или произокортексом Аналогичным образом устроен и переход между древней корой (архикортексом) и новой корой. В нём также имеется две переходные области. Одну, гистологически более сходную с древней корой, называют переходной древней корой, или периархикортексом. Другую, гистологически более сходную с новой корой, называют переходной новой корой, или произокортексом.
Совокупность этих переходных областей, как со стороны аллокортекса, старой или древней коры (то есть областей периаллокортекса, а именно перипалеокортекса и периархикортекса), так и со стороны новой коры (то есть областей переходной новой коры, произокортекса) вместе называют промежуточной корой, или мезокортексом..